# Theta de l'Altar
Theta de l'Altar (θ Arae) és una estrella de la constel·lació de l'Altar. És una estrella blava-blanca del tipus B supergegant amb una magnitud aparent de +3,65. Està a uns 1.010 anys llum de la Terra.
Theta de l'Altar és una supergegant blava de tipus espectral B2Ib.1 És semblant a Adhara (ε Canis Majoris) o a γ Arae, aquesta última en aquesta mateixa constel·lació, però menys lluminosa que aquestes. Té una temperatura efectiva de 18.500 K seu diàmetre angular és de 4,0 × 10-4 segons d'arc, el que correspon a un diàmetre unes 20 vegades més gran que el diàmetre solar. Gira sobre si mateixa amb una velocitat de rotació projectada -límit inferior de la mateixa- de 98 km/s, de manera que dins de la seva classe se la pot considerar un «rotor ràpid».
Theta de l'Altar és una estrella massiva, si bé no hi ha consens pel que fa a la seva massa; un estudi dona un valor de 8,9 ± 0,1 masses solars, mentre que un altre eleva aquesta xifra fins a les 17 masses solares.2 Té una edat de 28,2 ± 4,7 milions d'anys.